# Pristimantis taciturnus
Pristimantis taciturnus es una especie de anfibio anuro de la familia Craugastoridae.

## Distribución
Esta especie es endémica del departamento de Cauca en Colombia. Habita en los municipios de Inzá y Páez entre los 2400 y 2670 m sobre el nivel del mar en la Cordillera Central.

## Descripción
Los machos miden de 17.6 a 20.9 mm y las hembras de 24.2 a 31.7 mm.

## Publicación original
- Lynch & Suárez-Mayorga, 2003 : Two additional new species of Eleutherodactylus (Leptodactylidae) from southwestern Colombia. Revista de la Academia Colombiana de Ciencias Exactas Físicas y Naturales, vol. 27, n.º 105, p. 607-612[5]